# Traian Ungureanu
Traian Ungureanu (nascido a 1 de Março de 1958) é um ex-jornalista e político romeno.
Já foi jornalista da BBC World e foi entre 2009 e 2019 Deputado ao Parlamento Europeu. Ele falou sobre a perseguição aos cristãos no Médio Oriente e o número crescente de mesquitas na Europa, e participou da conferência internacional contra a jihad em Bruxelas em 2007. Ele escreveu o seu próprio blog e na Rádio Europa Libera.